# 가미카타기리촌
가미카타기리촌(일본어: 上片桐村)은 일본 나가노현 가미이나군에 있던 촌이다. 현재의 시모이나군 마쓰카와정에 해당한다.

## 역사
- 1889년 4월 1일 - 정촌제 시행에 의해 가미카타기리촌이 단독으로 자치체를 형성하였다.
- 1953년 2월 1일 - 나나쿠보촌의 일부를 편입하였다.
- 1956년 9월 30일 - 오시마촌, 가미이나군 가미카타기리촌과 합병해, 시모나이군 마쓰카와정이 성립하여, 동일 가미카타기리촌은 폐지되었다.

## 교통

### 철도
- 일본국유철도
  - 이다선

### 도로
- 국도 제153호선

현재는 구 촌역에 주오 자동차도가 통과하지만 당시엔 미개통

## 참고문헌
- 角川日本地名大辞典 20 長野県